# Kurt von Hammerstein-Equord
Kurt Gebhard Adolf Philipp Freiherr von Hammerstein-Equord (26 de septiembre de 1878, Woldegk, Mecklenburg-25 de abril de 1943, Berlín) fue un general alemán que sirvió como comandante en jefe del Reichswehr. También fue caballero de la Orden de San Juan del Bailiazgo de Brandeburgo, que es la rama protestante de la Orden de Malta, y fue famoso por su feroz oposición a Hitler, por lo que se le llamó "El general rojo". Entre sus condecoraciones figuraban la Cruz de Hierro de primera y segunda clase por sus servicios en la Primera Guerra Mundial y la Orden de Hohenzollern.

## Biografía
Perteneciente a la nobleza alemana se unió a la armada en 1898. En 1907 Hammerstein se casó con Maria von Lüttwitz, hija de Walther von Lüttwitz con la que tuvo siete hijos. En la Primera Guerra Mundial, participó en la batalla de Turtucaia. Hammerstein-Equord fue leal a la República de Weimar, oponiéndose al golpe de Kapp de 1920.
Amigo íntimo de Kurt von Schleicher, fue designado comandante en jefe en 1930, reemplazando al General Wilhelm Heye.
Sarcástico, indolente e independiente, se hizo conocido por su actitud irreverente. Se consideraba servidor del estado alemán y no de sus políticos, razón por la que fue muy hostil al nazismo al que se refería como una "banda de mafiosos y pervertidos" (Verbrecherbande und Schweineigel), lo último en referencia a las tendencias homosexuales de líderes de la Sturmabteilung.
Dos de sus hijas, Marie-Luise y Helga, eran miembros del servicio secreto del KPD y alertaron a los soviéticos sobre las intenciones de Hitler. Hammerstein-Equord alertó a Paul von Hindenburg el peligro de nombrar a Hitler como canciller. Cuatro días después del ascenso hitleriano, Hammerstein-Equord fue obligado a renunciar, retirándose del servicio en 1939.
Durante la guerra estuvo involucrado en varios intentos de la resistencia. Se lo reincorporó en plena guerra como comandante en Silesia, pero fue personalmente relevado por Hitler debido a su actitud negativa hacia el régimen. A partir de ese momento, trabajó activamente en la resistencia alemana junto a Carl Friedrich Goerdeler.
Hammerstein-Equord murió de cáncer en Berlín en 1943. Su familia rehusó los honores militares para que el ataúd no fuese envuelto en la bandera con la esvástica. Hitler envió una corona de flores al funeral en Steinhorst pero ésta nunca fue exhibida porque la familia se la "olvidó" en el tren.
Heinrich Brüning, líder del Partido de Centro que fuera canciller entre 1930-32 expresó que Hammerstein-Equord "era el único que podía sacar a Hitler del poder". Su hijo Kunrat von Hammerstein-Equord, contó como su padre renunció al Club de la Nobleza Alemana cuando fueron expulsados aquellos no arios en 1935 y en 1942, dio a su hija Maria-Therese von Hammerstein-Paasche los nombres de judíos en lista de deportados a fin de ser informados con anterioridad.
Sus hijos Ludwig y Kunrat, tomaron parte en el complot del 20 de julio logrando escapar del país. Después del complot el resto de la familia fue apresado e interrogado. Su viuda y sus dos hijos pequeños fueron enviados al campo de concentración de Buchenwald y luego a Dachau. La viuda debió formar parte de una caravana de 140 presos de alto rango hacia Innsbruck que atravesó los Dolomitas, ante el desbande de los SS fueron liberados por las tropas aliadas en Italia.